# علی‌اصغر زرین‌کفش
علی‌اصغر زرین‌کفش (اول فروردین ۱۲۶۴ تهران - ۱۴ امرداد ۱۳۴۸ تهران) قاضی، دیپلمات، روزنامه‌نگار و دولتمرد دوره قاجار و پهلوی بود. او مدت کوتاهی وزیر دارایی بود.

## زندگی‌نامه
پدرش محمدزمان خان مستوفی بود. در مدرسه‌های افتتاحیه، تربیت و دارالفنون تهران تحصیل کرد. در سال ۱۲۸۶ خورشیدی، دوره مدرسه سیاسی را به پایان رساند و به استخدام عدلیه درآمد. در وزارت عدلیه در اداره تفتیش به قضاوت پرداخت و در سال ۱۲۸۸ مأمور به خدمت در وزارت جنگ شد. سپس به عدلیه بازگشت و بازپرس شد.
زرین کفش سپس در مطبوعات فعال شد و به عنوان خبرنگار و مترجم برای روزنامه‌های شرق و رعد (متعلق به سید ضیاءالدین طباطبایی) کار کرد. در همان ایام به استخدام در وزارت امور خارجه درآمد و ابتدا در اداره محاکمات وزارت خارجه (امور حقوقی و کیفری اتباع بیگانه) مشغول به کار بود. سپس به ترتیب، ثبات اداره تحریرات اطریش، آلمان و بلژیک، مترجم اول، معاون دوم اداره عثمانی و انگلیس و نایب سفارت ایران واشینگتن (در سه نوبت) شد.
پس از آنکه علی‌اکبر داور وزیر عدلیه شد و تشکیلات محاکم را به هم ریخت و به پایه‌ریزی دادگستری نوین پرداخت، زرین‌کفش را به کار دعوت و با رتبه ۸ قضایی در پنجم اردیبهشت ۱۳۰۶ به ریاست محکمه جنائی و پس از مدتی با رتبه ۹ به ریاست دیوان عالی جنائی منصوب کرد. زرین کفش در سال ۱۳۱۰ معاون کل اداری وزارت عدلیه و در سپس به جای سید محمد فاطمی، کفیل (سرپرست) معاونت پارکه (دادسرا) دیوان عالی تمییز (دیوان عالی کشور) شد. در نوزدهم تیر ۱۳۱۱ علی منصور وزیر داخله (کشور) او را به عنوان معاون خود به مجلس معرفی کرد و از فروردین ۱۳۱۲ که منصور وزارت طرق و شوارع (راه) را به عهده گرفت، زرین‌کفش سرپرست وزارت داخله شد.
در هجدهم آبان ۱۳۱۲ زرین‌کفش به عنوان نماینده مخصوص دولت ایران در امور شرکت نفت ایران و انگلیس به لندن اعزام شد اما پس از چند سال به دلیل بیماری به تهران بازگشت و به عنوان کارمند علی‌البدل دیوان محاسبات وزارت دارایی و سپس رئیس اداره مستشاری این وزارتخانه به کار پرداخت. در چهاردهم بهمن ۱۳۲۰ مجید آهی و در اسفند ۱۳۲۱ علی‌اصغر حکمت که در دولت‌های اول و دوم علی سهیلی وزیر دادگستری شدند، او را به عنوان معاون خود به مجلس معرفی کردند. زرین‌کفش سپس به معاون اولی دادستان کل کشور رسید.
زرین کفش در پانزدهم شهریور ۱۳۲۳ در ترمیم کابینه محمد ساعد تا سقوط این کابینه که دو ما بعد رخ داد، وزارت دارایی را عهده‌دار شد. از آن پس عضویت هیئت نظارت بانک ملی و ریاست هیئت مدیره بانک صنعتی و معدنی ایران با او بود با تدوین و تصویب نخستین برنامه توسعه هفت ساله ایران و تأسیس سازمان برنامه، دکتر شیخ به انتخاب مجلس در هفتم اردیبهشت ۱۳۲۹ به عضویت هیئت نظارت بر این سازمان انتخاب شد.
زرین کفش در تیر ۱۳۳۴ بازنشسته شد.